# Dour
Dour (Waals: Doû) is een plaats en gemeente in de Waalse provincie Henegouwen in België. Het maakt deel uit van het arrondissement Bergen. De gemeente telt ruim 16.500 inwoners. Dour ligt op een grote 10 kilometer van de provinciehoofdplaats Bergen, net ten zuiden van de weg van Bergen naar de Franse stad Valenciennes.
Dour maakt deel uit van de Borinage en was de site van een aantal voormalige steenkoolmijnen waaronder de Steenkoolmijn Sauwartan. Dour werd recent vooral bekend van het gelijknamige Dour Festival in de zomer.

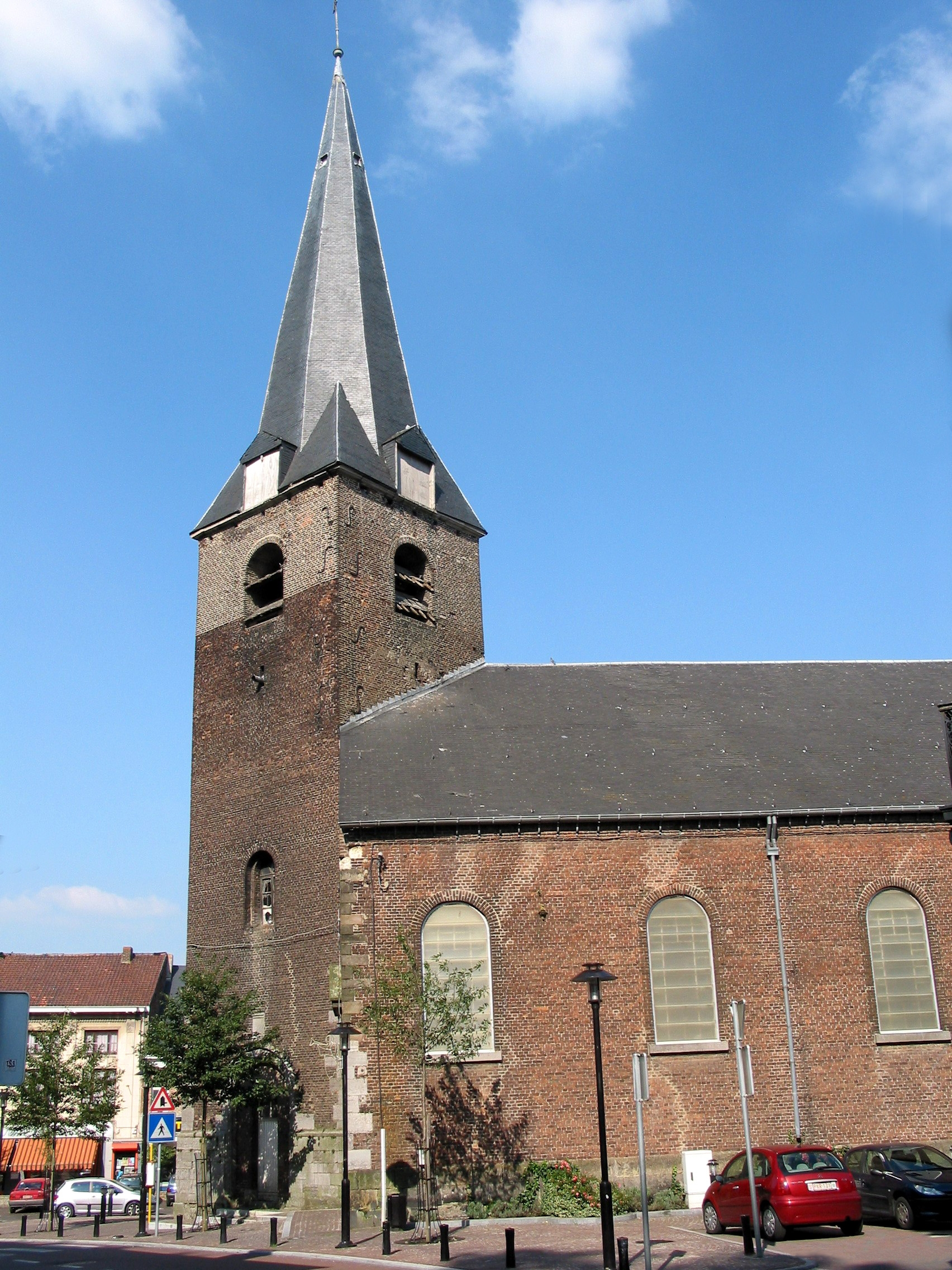
Sint-Victorkerk te Dour
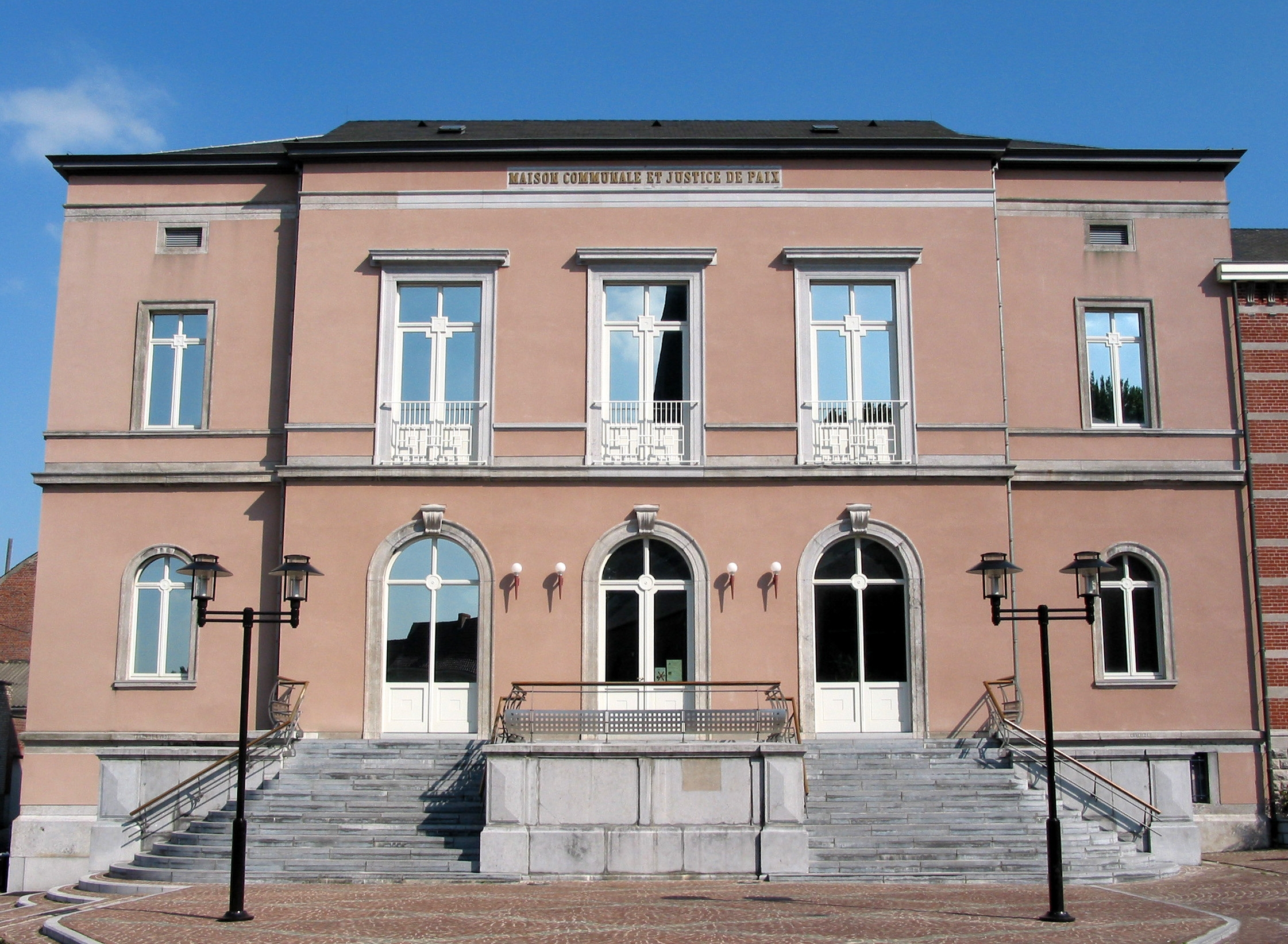
Gemeentehuis

## Kernen
De fusiegemeente Dour bestaat uit vier deelgemeenten. Dour zelf is de grootste kern; net ten westen ervan liggen de dorpskernen van Élouges en Wihéries. De kleinere dorpskern van Blaugies ligt ten zuiden.  Het grondgebied van Blaugies grenst in het uiterste zuiden over een kleine halve kilometer aan Frankrijk.

### Deelgemeenten
| # | Naam     | Opp. (km²) | Inwoners (2020) | Inwoners per km² | NIS-code |
| - | -------- | ---------- | --------------- | ---------------- | -------- |
| 1 | Dour     | 12,00      | 9.310           | 776              | 53020A   |
| 2 | Blaugies | 8,28       | 1.382           | 167              | 53020B   |
| 3 | Wihéries | 3,36       | 2.147           | 638              | 53020C   |
| 4 | Élouges  | 9,99       | 3.673           | 368              | 53020D   |

### Overige kernen
In het zuidoosten Dour, tegen de grens met Blaugies, ligt het gehucht Petit-Dour en in Élouges het gehucht Monceau.

## Bezienswaardigheden
- De Sint-Victorkerk (Église Saint-Victor) is een neoclassicistisch kerkgebouw van 1844 met een toren van 1710.
- De Protestantse kerk (Temple protestant de Dour) is een neoclassicistisch bouwwerk van 1827, de oudste van Henegouwen, ten dienste van de protestantse families die al sinds de 16e eeuw in Dour waren gevestigd.
- Het Gemeentelijk park van Dour (Parc communal de Dour) is het voormalig landgoed van het Kasteel van Dour dat in 1883 werd gesloopt.
- De Chapelle de Cocars is de kapel van een voormalige kluizenarij op de grens van Dour en Wihéries. De kapel werd gebouwd in 1769 maar de kluizenarij werd al in 1644 gesticht.

## Natuur en landschap
Dour ligt aan de zuidrand van de Borinage en is naar het noorden toe vastgebouwd aan de nabije kernen. In het oosten vindt men het Bos van Colfontaine. Er zijn daar ook enkele terrils.
In het noordoosten stroomt de Ruisseau d'Hanneton. De hoogte aan de kerk bedraagt 91 meter.

## Economie
Dour was een belangrijk centrum van steenkoolwinning, en al in de 18e eeuw werd hier steenkool gewonnen het. De Steenkoolmijn Sauwartan was in bedrijf tot 1938. Een schachtbok van 1927 herinnert hier nog aan. Andere mijnen bleven bestaan maar in 1961 kwam, door de sluiting van de Sainte-Catherine, hier definitief een einde aan.

## Demografische ontwikkeling

### Demografische ontwikkeling voor de fusie
- Bron:NIS - Opm:1831 t/m 1970=volkstellingen; 1976= inwoneraantal op 31 december

### Demografische ontwikkeling van de fusiegemeente
Alle historische gegevens hebben betrekking op de huidige gemeente, inclusief deelgemeenten, zoals ontstaan na de fusie van 1 januari 1977.
- Bronnen:NIS, Opm:1831 tot en met 1981=volkstellingen; 1990 en later= inwonertal op 1 januari

| Inwoners van jaar tot jaar op 1 januari 1992 tot heden | Inwoners van jaar tot jaar op 1 januari 1992 tot heden | Inwoners van jaar tot jaar op 1 januari 1992 tot heden |
| jaar                                                   | Aantal                                                 | Evolutie: 1992=index 100                               |
| ------------------------------------------------------ | ------------------------------------------------------ | ------------------------------------------------------ |
| 1992                                                   | 17.281                                                 | 100,0                                                  |
| 1993                                                   | 17.170                                                 | 99,4                                                   |
| 1994                                                   | 17.199                                                 | 99,5                                                   |
| 1995                                                   | 17.121                                                 | 99,1                                                   |
| 1996                                                   | 17.075                                                 | 98,8                                                   |
| 1997                                                   | 17.017                                                 | 98,5                                                   |
| 1998                                                   | 17.006                                                 | 98,4                                                   |
| 1999                                                   | 16.929                                                 | 98,0                                                   |
| 2000                                                   | 16.865                                                 | 97,6                                                   |
| 2001                                                   | 16.837                                                 | 97,4                                                   |
| 2002                                                   | 16.696                                                 | 96,6                                                   |
| 2003                                                   | 16.754                                                 | 97,0                                                   |
| 2004                                                   | 16.886                                                 | 97,7                                                   |
| 2005                                                   | 16.804                                                 | 97,2                                                   |
| 2006                                                   | 16.810                                                 | 97,3                                                   |
| 2007                                                   | 16.882                                                 | 97,7                                                   |
| 2008                                                   | 16.902                                                 | 97,8                                                   |
| 2009                                                   | 16.776                                                 | 97,1                                                   |
| 2010                                                   | 16.900                                                 | 97,8                                                   |
| 2011                                                   | 16.943                                                 | 98,0                                                   |
| 2012                                                   | 16.921                                                 | 97,9                                                   |
| 2013                                                   | 16.974                                                 | 98,2                                                   |
| 2014                                                   | 16.840                                                 | 97,4                                                   |
| 2015                                                   | 16.866                                                 | 97,6                                                   |
| 2016                                                   | 16.733                                                 | 96,8                                                   |
| 2017                                                   | 16.705                                                 | 96,7                                                   |
| 2018                                                   | 16.716                                                 | 96,7                                                   |
| 2019                                                   | 16.644                                                 | 96,3                                                   |
| 2020                                                   | 16.512                                                 | 95,6                                                   |
| 2021                                                   | 16.528                                                 | 95,6                                                   |
| 2022                                                   | 16.553                                                 | 95,8                                                   |
| 2023                                                   | 16.578                                                 | 95,9                                                   |
| 2024                                                   | 16.567                                                 | 95,9                                                   |
| 2025                                                   | 16.559                                                 | 95,8                                                   |

## Politiek

### Resultaten gemeenteraadsverkiezingen sinds 1976
| Partij               | Partij                                                       | 10-10-1976 | 10-10-1976 | 10-10-1982 | 10-10-1982 | 9-10-1988 | 9-10-1988 | 9-10-1994 | 9-10-1994 | 8-10-2000 | 8-10-2000 | 8-10-2006 | 8-10-2006 | 14-10-2012 | 14-10-2012 | 14-10-2018 | 14-10-2018 | 13-10-2024 | 13-10-2024 |
| Stemmen / Zetels     | Stemmen / Zetels                                             | %          | 25         | %          | 25         | %         | 25        | %         | 25        | %         | 25        | %         | 25        | %          | 25         | %          | 25         | %          | 25         |
| -------------------- | ------------------------------------------------------------ | ---------- | ---------- | ---------- | ---------- | --------- | --------- | --------- | --------- | --------- | --------- | --------- | --------- | ---------- | ---------- | ---------- | ---------- | ---------- | ---------- |
|                      | PS1 / Votre Dour2                                            | 45,131     | 12         | 40,441     | 11         | 43,331    | 11        | 41,341    | 12        | 38,021    | 11        | 35,871    | 10        | 38,751     | 10         | 39,802     | 11         | 28,372     | 8          |
|                      | ECOLO1/ Notre Tour à Dour2                                   | -          |            | -          |            | -         |           | 4,351     | 0         | 9,331     | 2         | 5,651     | 0         | 6,771      | 1          | 6,421      | 0          | 2,572      | 0          |
|                      | U.D.C.1 / Dourenouveau2 / DR PlusA / Dour DemainB/ EnsembleC | 22,861     | 6          | 48,571     | 14         | 54,161    | 14        | -         |           | 29,171    | 8         | 42,052    | 12        | 52,93A     | 14         | 49,03B     | 14         | 55,94C     | 14         |
|                      | PSC3                                                         | 21,583     | 5          | 48,571     | 14         | 54,161    | 14        | -         |           | 29,171    | 8         | 42,052    | 12        | 52,93A     | 14         | 49,03B     | 14         | 55,94C     | 14         |
|                      | PRL-MCC1 / MR2 / Dour Cap 20303                              | -          |            | -          |            | -         |           | -         |           | 18,431    | 4         | 13,882    | 3         | 52,93A     | 14         | 49,03B     | 14         | 8,183      | 1          |
|                      | Dour Solidaire                                               | -          |            | -          |            | -         |           | -         |           | -         |           | -         |           | -          |            | -          |            | 3,85       | 0          |
|                      | FN                                                           | -          |            | -          |            | -         |           | 7,43      | 1         | 3,65      | 0         | -         |           | -          |            | -          |            | -          |            |
|                      | EDC                                                          | -          |            | -          |            | -         |           | 22,95     | 6         | -         |           | -         |           | -          |            | -          |            | -          |            |
|                      | HOR                                                          | -          |            | -          |            | -         |           | 23,26     | 6         | -         |           | -         |           | -          |            | -          |            | -          |            |
|                      | PCB                                                          | 10,43      | 2          | 3,55       | 0          | -         |           | -         |           | -         |           | -         |           | -          |            | -          |            | -          |            |
| Anderen(*)           | Anderen(*)                                                   | -          |            | 7,42       | 0          | 2,52      | 0         | 0,67      | 0         | 1,41      | 0         | 2,56      | 0         | 1,55       | 0          | 4,75       | 0          | 1,99       | 0          |
| Totaal stemmen       | Totaal stemmen                                               | 11605      | 11605      | 11069      | 11069      | 10821     | 10821     | 10780     | 10780     | 10953     | 10953     | 11194     | 11194     | 11036      | 11036      | 11010      | 11010      | 10536      | 10536      |
| Opkomst %            | Opkomst %                                                    |            |            |            |            | 90,19     | 90,19     | 89,25     | 89,25     | 86,51     | 86,51     | 90,19     | 90,19     | 88,04      | 88,04      | 88,25      | 88,25      | 83,83      | 83,83      |
| Blanco en ongeldig % | Blanco en ongeldig %                                         | 4,23       | 4,23       | 5,18       | 5,18       | 5,62      | 5,62      | 7,21      | 7,21      | 8,87      | 8,87      | 7,31      | 7,31      | 7,76       | 7,76       | 9,58       | 9,58       | 10,11      | 10,11      |

(*) 1982: RW (1,76%), UDRT (0,96%), VOUS (1,75%), W (2,95%) / 1988: ADW (2,52%) / 1994: JAURES (0,67%) / 2000: E.S. (0,99%), JAURES (0,42%) / 2006: I.D. (1,37%), JAURES (1,19%) / 2012: JAURES (1,55%) / 2018: Agora (1,54%), JAURES (0,83%), La Droite (2,38%) / 2024: JAURES (1,09%)
De grootste partij is in kleur.

## Sport
Jaarlijks ligt begin maart de eindstreep van de wielerkoers Le Samyn in Dour. Deze koers door de Borinage geldt als de seizoenstart van het Waalse wielerjaar.

## Geboren in Dour
- Émile Cornez, oud-gouverneur van Henegouwen

## Nabijgelegen kernen
Wihéries, Élouges, Boussu-Bois, Warquignies, Blaugies